# MoneyBart
«MoneyBart» (рус. ДеньгоБарт) — третий эпизод двадцать второго сезона мультсериала «Симпсоны», премьера которого состоялась 10 октября 2010 года.

## Сюжет
В Спрингфилд приезжает Дайлия Бринкли, единственная ученица школы, получившая высшее образование в колледже Лиги плюща. У Лизы возникает комплекс неполноценности, так как Дайлия, в отличие от неё, вступала в множество внеучебных кружков. Фландерс сообщает Барту, что не будет больше тренером мини-бейсбольной лиги, и тогда тренером становится Лиза, решившая расширить своё резюме. Она ничего не знает о бейсболе, но пытается узнать о нём в таверне Мо. Там её отправляют к профессору Фринку и его коллегам, которые рассказывают ей про сабиметрику. Лиза улучшает игру команды, используя статистические методы, и в итоге команда сильно повышает свой рейтинг. Барт бунтует против её стиля управления, заявив, что она украла всю радость от игры в бейсбол, и выполняет хоум-ран в матче, несмотря на её приказы. После этого Лиза удаляет Барта из команды в связи с неповиновением.
В семье нарастает напряжение, потому что Гомер поддерживает Лизу, а Мардж — Барта. Барт начинает скучать по команде. Чтобы его развеселить, Мардж отправляется с ним в парк аттракционов. В парке Барту звонит Лиза, которая говорит, что Ральф не может играть, и просит Барта заменить его в финальном матче, но тот отказывается. Позади Барта оказывается Майк Скошиа; он рассказывает Барту, как надо играть в бейсбол. Барт возвращается в команду. Во время матча он действует наперекор указам Лизы, и у неё впервые появляется интерес к бейсболу, но команда проигрывает.

## Культурные отсылки
- Название пародирует книгу «Деньгобол» (англ. Moneyball), которая посвящена бейсболу и по которой также был снят одноимённый фильм.
- Мо жалеет о своём решении рекламировать себя в журнале «Scientific American».
- Когда Мардж говорит Майку Скошиа: «Вы же получили радиационное отравление!» это отсылает к серии «Homer at the Bat», в которой он выступил, как приглашённый гость.
- В сцене фехтования Мэгги рисует на груди Лизы букву «М» — отсылка к Зорро.

## Интересные факты
- Заставку к фильму делал легенда граффити Бэнкси.